# 3 Needles
3 Needles ist ein kanadisches Filmdrama aus dem Jahr 2005. Regie führte Thom Fitzgerald, der auch das Drehbuch schrieb und den Film mitproduzierte.

## Handlung
Der Film zeigt drei Geschichten, die alle mit der Verbreitung von Aids in Verbindung stehen. Jin Ping beteiligt sich am in China praktizierten Handel mit Blutkonserven. Da das Blut mit dem Virus verseucht ist, führen Transfusionen zu zahlreichen Todesfällen.
Die Ordensschwestern Hilde, Mary und Clara betreuen die Landwirte einer Küstenregion in Südafrika. Sie versuchen es, die Verbreitung der Krankheit in einzudämmen. Clara betreut eine Gruppe der Waisenkinder und wird von dem weißen Farmer Hallyday – der hofft, dass sie ihn nicht mit AIDS anstecken kann – sexuell belästigt.
Der in Montreal wohnhafte und in Pornofilmen auftretende Darsteller Denys verheimlicht vor seiner Umgebung, dass er infiziert ist. Seine Mutter Olive Cowie findet heraus, dass er krank ist. Sie entnimmt ihm heimlich etwas Blut und benutzt es zum Versicherungsbetrug.

## Kritiken
Dennis Harvey schrieb in der Zeitschrift Variety vom 30. November 2006, man habe den Film für den US-amerikanischen Kinoverleih so umgeschnitten, dass die drei Geschichten nacheinander folgen würden. Das Ergebnis sei zwar immer noch „mangelhaft“, aber es sei eine Verbesserung im Vergleich zu der auf dem Toronto International Film Festival gezeigten Fassung. Besonders stark habe davon die letzte – einst besonders schwach wirkende – Geschichte profitiert. Die Darstellungen von Chloë Sevigny und von Lucy Liu seien außergewöhnlich. Die Kameraarbeit von Tom Harting gehöre zu den Highlights des Films.
Stephen Holden schrieb in der New York Times vom 1. Dezember 2008, der Film sei anspruchsvoll und frustrierend. Der Zuschauer wünsche sich, man hätte mehr Zeit in die Entwicklung der „notdürftig skizzierten“ Charaktere und Situationen investiert. Der Film hätte – anders ausgeführt – für die Thematik von AIDS die gleiche Rolle spielen können wie Traffic – Macht des Kartells für die Thematik des Drogenhandels.

## Auszeichnungen
Der Film erhielt im Jahr 2005 für die Regie und für die Kameraarbeit den Atlantic Canadian Award des Atlantic Film Festivals. Thom Fitzgerald wurde im Jahr 2006 für den Directors Guild of Canada Award nominiert.

## Hintergründe
Der Film wurde in Kanada, in der Volksrepublik China und in Südafrika gedreht. Seine Produktionskosten betrugen schätzungsweise 3 Millionen Kanadische Dollar. Die Weltpremiere fand am 9. September 2005 auf dem Toronto International Film Festival statt, dem zahlreiche weitere Filmfestivals folgten. Am 1. Dezember 2006 kam der Film in die ausgewählten Kinos der USA.